# Burlöv (Gemeinde)
Koordinaten: 55° 38′ N, 13° 2′ O

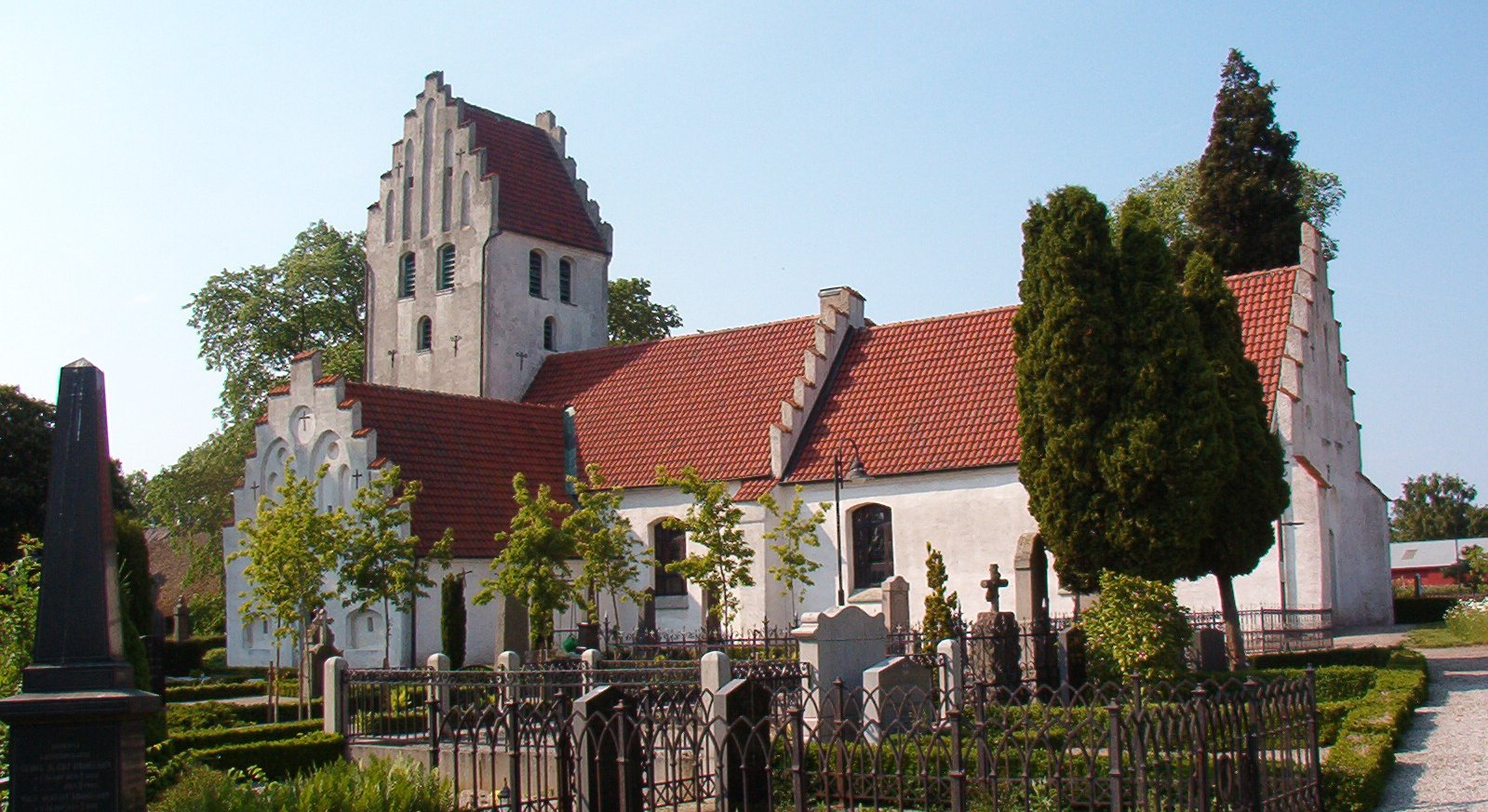
Kirche von Burlöv

Burlöv ist eine Gemeinde (schwedisch kommun) in der südschwedischen Provinz Skåne län und der historischen Provinz Schonen. Der Hauptort der Gemeinde ist Arlöv.

## Geographie
Burlöv liegt zwischen Malmö und Lund und ist mit 19 km² Fläche nach der Gemeinde Sundbyberg die zweitkleinste Gemeinde Schwedens.

## Orte
Folgende Orte sind Ortschaften (tätorter):
- Åkarp
- Burlövs egnahem

Der Hauptort Arlöv gehört statistisch zum tätort Malmö und ist keine selbständige Ortschaft.

## Partnerstädte
- Anklam (Mecklenburg-Vorpommern)